# Etta Scollo

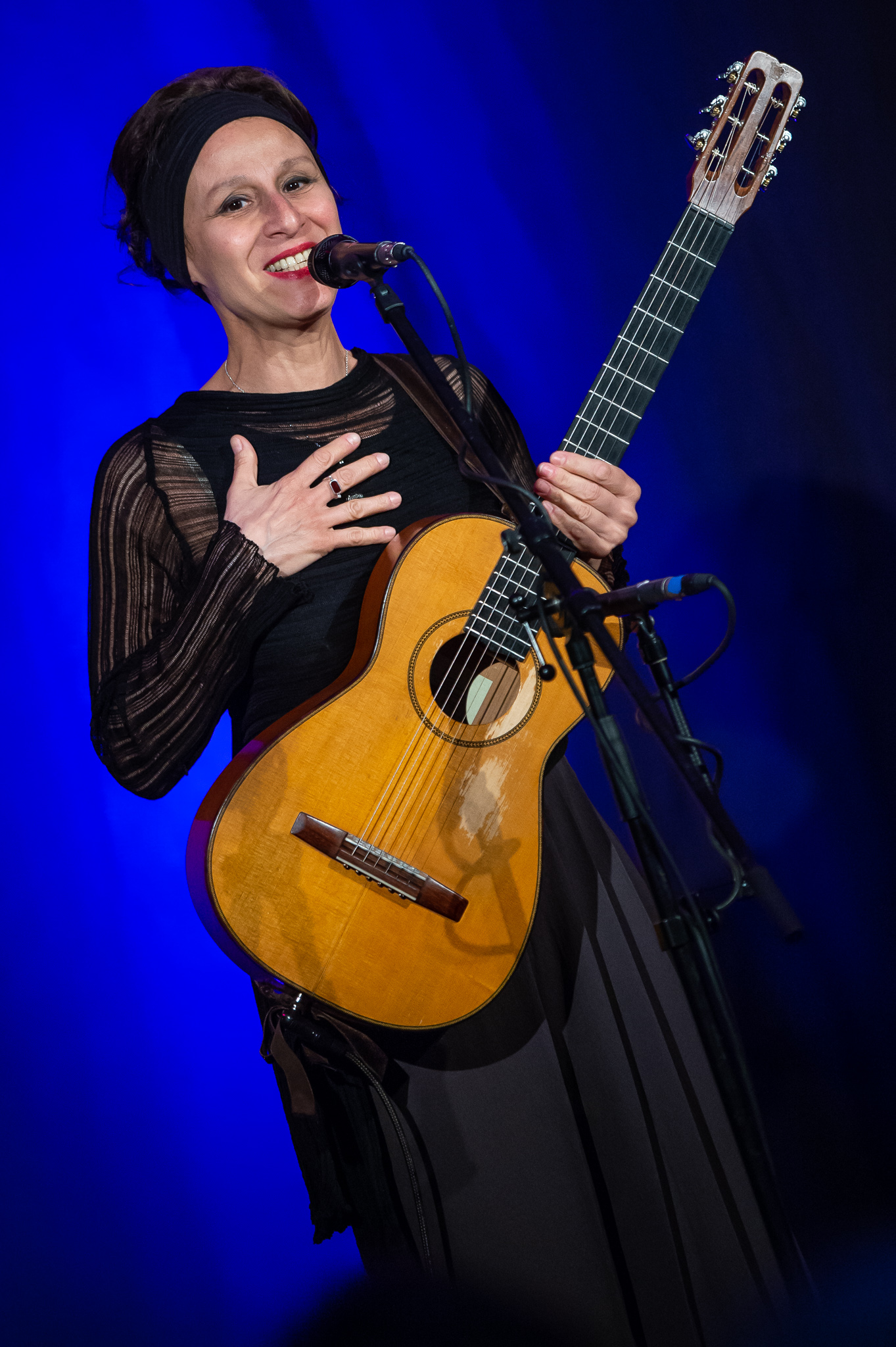
Etta Scollo (2018)

Etta Scollo (* 1958 in Catania, Sizilien) ist eine italienische Sängerin. Sie lebt in Berlin und Sizilien. Ihr musikalisches Programm vereint sizilianische Tradition, Pop-Avantgarde und Jazzeinflüsse.

## Leben und Wirken

### Herkunft und Ausbildung
Nach einem Studium der Kunst und Architektur in Turin (ab 1980), das sie abbrach, und einer Ausbildung in Gesang und Tanz am Konservatorium Wien (ab 1983) gewann sie den ersten Preis beim Diano Marina Jazzfestival.

### Musikalische Laufbahn
Anschließend arbeitete Etta Scollo mit den Bluesmusikern Eddie Lockjaw Davis, Memphis Slim, Joachim Palden und Champion Jack Dupree zusammen. 1988 landete sie mit einer italienischen Coverversion des Beatles-Songs Oh, Darling! einen Nummer-eins-Hit in Österreich. Es folgten zahlreiche Tourneen und Auftritte in Österreich, Deutschland und der Schweiz. Zwei weitere Hits in den österreichischen Charts gelangen ihr mit Sole, sun, soleil (1989) und Insieme Fairplay (1990, im Duett mit José Feliciano). Erfolglos blieb ihre Teilnahme beim österreichischen Vorentscheid zum Eurovision Song Contest 1994. Mit Amico Pierre erreichte Scollo nur den siebten und somit vorletzten Platz.
Ihr Weg führte sie 1997 nach Hamburg, wo sie ihre langjährigen musikalischen Weggefährten traf: Ferdinand von Seebach (Keyboards, Posaune), Joe Huth (Bass), Boris Match (Keyboards, Cello), Martin Druzella (Drums, Percussions) und Frank Wulff (Ukulele, Singende Säge, Drehleier, Maultrommel). 2004 trat sie auf dem Festival Songs an einem Sommerabend auf. Seit 2006 intensivierte Etta Scollo ihre Zusammenarbeit mit dem Gitarristen Hinrich Dageför (u. a. Dagefoer und Ougenweide). Mit der Cellistin Susanne Paul, die seit 2009 in ihrer Band spielt, tritt sie auch als Duo unter dem Namen Scollo con Cello auf.
In einer Periode, die sie selbst als eigene künstlerische Krise empfand, wurde Etta Scollo auch für das Theater und die Oper aktiv. In der musikalischen Aufführung von Johann Wolfgang Goethes Faust II (2009, Musik von Karsten Gundermann) spielte sie die Rolle der Helena. Im Jahr darauf spielte und sang sie am Teatro Massimo in Palermo die Alice in der Oper Alice im Wunderland. Ebenfalls 2010 bearbeitete sie die Musik von Giuseppe Verdis Oper Rigoletto für eine zeitgenössische Inszenierung an der Neuköllner Oper in Berlin.
Etta Scollo ist es ein Anliegen geworden, Musik mit Literatur und Dichtung zu verbinden, sei es auf ihren letzten Alben (Il fiore splendente, Cuoresenza, Lunaria) oder auf der Bühne. Seit 2014 präsentiert sie in ihrem Programm Parlami d’amore gemeinsam mit Joachim Król (2015 auch mit Rolf Becker) italienische Liebeslieder und Liebesgeschichten.

## Alben

### Etta ScolloundIo vivro
Etta Scollos erste beiden Alben (1989 und 1991) entstanden in ihren Wiener Jahren und waren vor allem in Österreich erfolgreich. Hier dominieren noch eingängige, beschwingte und tanzbare Popsounds, Rhythm & Blues, Soul oder auch Anklänge an die Gospelmusik. Ihr Gesang ist zu dieser Zeit noch stark geprägt von der Idee, ihren großen Stimmumfang möglichst kraftvoll einzusetzen. Einen Teil der Songs singt sie in englischer Sprache. „Stai“ (1990) wurde der Titelsong zur Tatort-Folge Schimanskis Waffe. Neben eigenen Kompositionen covert sie Songs der Beatles (Oh Darling) oder Isaac Hayes (Soul Girl, eigtl. Soul Man).

### Blu:
Nach ihrem Umzug nach Hamburg vollzieht Etta Scollo mit dem Album Blu: (1999) auch einen prägnanten Stil- und Stimmungswechsel. Es bringt deutlich komplexer arrangierte Songs, die sie größtenteils selbst oder zusammen mit dem Komponisten und Musiker Christoph Maria Kaiser schrieb. Für die Orchesterarrangements wurde der britische Produzent und Arrangeur Wil Malone gewonnen, der u. a. auch Scollos italienische Musikerkollegin Gianna Nannini produzierte. In ihrer Musik treten nun die Traditionen italienischer Cantautori und Jazzeinflüsse in den Vordergrund. Dies gilt insbesondere auch für Scollos Gesangsstil. Anders als in den frühen Aufnahmen sind ihre Phrasierungen nun dem Jazz angenähert: sie stehen nun stärker im Dienst der Komposition und des Arrangements und werden zum Teil schon wie ein Instrument eingesetzt.
Der Song I tuoi fiori wurde für den Trailer zum Film Bad Guy (2001) des südkoreanischen Filmemachers Kim Ki-duk verwendet.

### Il bianco del tempo
Il bianco del tempo (2002) wird von Blackpete (Peter Schmidt) produziert und führt den neu eingeschlagenen Weg konsequent fort. Zudem erweitert sie das Klangspektrum durch Posaune, Flöte und dezente elektronische Sounds aus dem Theremin Vox (Il Buio, Chi son’io). Dagegen verzichtet sie auf den Drumcomputer, der noch auf Blu: zum Einsatz kam. Die Kompositionen, vorwiegend atmosphärisch dichte Balladen, pendeln zwischen Jazz, Soul, Chanson und Pop. Mit Villa Grimaldi setzt Etta Scollo in Form eines Trauermarsches den Opfern des Militärputsches in Chile ein musikalisches Denkmal. Der Text rezitiert die Maxime des uruguayischen Dichters Mario Benedetti, der die „Muro de los Nombres“ (die „Mauer der Namen“) ziert, das Mahnmal für die Folteropfer der Geheimpolizei DINA zwischen 1974 und 1977 in der Villa Grimaldi: „L'oblio é pieno di memoria“ (im spanischen Original: „El olvido está lleno di memoria“ – „Das Vergessen ist voller Erinnerungen“).

### Casa
Mit Casa (2003), wiederum produziert von Blackpete, erreicht sie einen kreativen Höhepunkt. Musikalisch noch breiter gefächert und dynamischer als seine Vorgänger, vereinigt das Album neben klassischem Chanson, Jazz, Pop und Folk auch Elemente des Rock. „Crescere non mi va“ ist eine mit musikalischer Ironie als Crescendo arrangierte Coverversion von Tom Waits I Don’t Wanna Grow Up aus dessen Album Bone Machine. Das sakrale Unn’ e, letztes Stück auf dem Album, wurde in der Trinitatiskirche Sondershausen unter Verwendung der restaurierten Orgel aufgenommen.

### Canta Ro’undCanta Ro’ in Trio
Beide Alben markieren Etta Scollos Hinwendung zur traditionellen Musik ihrer Heimat Sizilien.
Im Projekt Canta Ro’ - Omaggio a Rosa Balistreri (2005) erweckt sie die Musik der Volkssängerin Rosa Balistreri zu neuem Leben. Dieses Album wurde mit drei Musikpreisen ausgezeichnet, darunter der deutsche Weltmusikpreis RUTH (2007). Die zum Teil neuen Arrangements erarbeitete sie in Hamburg zusammen u. a. mit den Komponisten und Arrangeuren Peter Hinderthür, Julian Maas und Ferdinand von Seebach. Das Album wurde live zusammen mit dem Orchestra Sinfonica Siciliana in Palermo, Cefalù und Bagheria aufgenommen.
Ein Jahr später wiederholt Etta Scollo, auf Wunsch ihres Konzertpublikums, diese Hommage in reduziertem Arrangement auf dem Album Canta Ro’ in Trio, das live in Gibellina (Sizilien) und Berlin eingespielt wurde.

### Les Siciliens
In der Nachfolge von Canta Ro’ befasst sich Les Siciliens mit der Geschichte und den Legenden ihrer sizilianischen Heimat. Der französische Titel des Programms rührt von der Legende um den Ort Sperlinga her, in der während des Vesperkrieges 1282 die französischen Eroberer von den mit ihnen sympathisierenden Einheimischen in ihrer Burg versteckt worden sein sollen.
Neben traditionellen sizilianischen Liedern vertont Etta Scollo u. a. auch vier Gedichte des sizilianischen Volksdichters Ignazio Buttitta (1899–1997).
Das Album wurde im September 2007 live in der Berliner Bar jeder Vernunft aufgenommen.

### Il fiore splendente
Il fiore splendente (2008) ruft die arabisch-sizilianische Dichtung des Früh- und Hochmittelalters in Erinnerung. Zu diesem Album wurde Etta Scollo durch die Lektüre der von Francesca M. Corrao herausgegebenen Antologica dei poeti arabi di Sicilia inspiriert. Ihre Kompositionen sind dabei ebenso vielgestaltig wie die vertonte Dichtung: Sie reichen von einfacher Gitarrenbegleitung bis hin zu großen Orchesterarrangements. Dabei finden auch viele traditionelle Instrumente Verwendung, darunter die Oud, die Kemençe, die Renaissancelaute oder der arabische Bendir. An einigen Kompositionen beteiligt waren wiederum Peter Hinderthür, der Cellist und Komponist Giovanni Sollima sowie Ettas Bruder, der Lautenist Sebastiano Scollo.

### Cuoresenza
Cuoresenza (2011) ist eine sehr persönlich geprägte musikalische Anthologie zum Thema Liebe. Abgesehen vom Titelstück aus eigener Feder und dem Novak von Hugo Wiener, den sie als schleppenden Blues auf Deutsch intoniert, versammelt Etta Scollo hier ihre Interpretationen von Liebesliedern und -gedichten zeitgenössischer italienischer cantautori und Lyriker von Fabrizio De André über Marthia Carrozzo bis Franco Battiato. Erneut beteiligt ist Peter Hinderthür als Mitproduzent und Mitkomponist.

### Lunaria
Lunaria (2014) ist ihr bis dato ambitioniertestes Projekt: Es ist der Versuch, die gleichnamige phantastische Erzählung des sizilianischen Autors Vincenzo Consolo als Partitur begreifbar zu machen und musikalisch umzusetzen (wissenschaftliche Beratung: Dagmar Reichardt). Neben Gesang werden auch von Consolo selbst gesprochene Passagen verwendet. Musikalisch reicht das Album von sizilianischer Folklore, traditionellem Kehlkopfgesang („O Figghia“) bis hin zu Anklängen an Barockmusik („Doña Sol e Vicere“). Durch die erzählende Struktur bekommt das Album opernhafte Züge. Wie auf Il Fiore Splendente greift Scollo auch hier auf eine Anzahl traditioneller Instrumente wie die Kemençe, die Barockgitarre oder die Theorbe zurück. Gesanglich unterstützt wird sie von Cécile Kempenaers (Sopran), Masashi Tsuji (Tenor) und Christoph Drescher (Bariton).

### Scollo con Cello: tempo al tempo
Zusammen mit der Cellistin Susanne Paul produziert Scollo ein Projekt, das wieder neue Wege einschlägt. Nach der teilweise üppigen Instrumentierung von Lunaria ist tempo al tempo (2015) ein minimalistisches Album, zumeist reduziert auf das Zusammen- und Gegenspiel von Violoncello, Stimme und, ab und an, Akustikgitarre. Daneben kommen vereinzelt Mandoline, singende Säge oder eine Glockenspieluhr zum Einsatz. „Derrida“ verwendet das Violoncello lediglich als Perkussionsinstrument.
Das Konzept von „Scollo con Cello“ als reines Duo ohne Gastmusiker bedeutet zudem: Susanne Paul ist eine künstlerisch gleichberechtigte Partnerin, die zu ihrem Instrumentenspiel auch Gesang und mit „Sendersuchlauf“ eine komplette Eigenkomposition beisteuert. Außerdem ist sie, mit einer Ausnahme, an allen musikalischen Kompositionen und Arrangements beteiligt.
Neben neuen Eigenkompositionen enthält das Album zudem erneut traditionelle sizilianische Lieder sowie vertonte Lyrik sizilianischer Autoren (Sebastiano Burgaretta oder Salvatore Quasimodo). Daneben arrangieren Scollo und Paul auch Werke in deutscher Sprache: „So ist das mit dem Glück“, ein Gedicht von Anna Böhm, wird in eine barocke musikalische Form gebracht. Joachim Sartorius „Monate“ ist eine melancholische Zwiesprache von Gesang und Cello über das Thema Vergänglichkeit.
Musikalisch pendelt tempo al tempo zwischen reduzierter Kammermusik mit Gesang, sizilianischer Tradition und Jazzelementen.
In den Texten werden die zentralen Themen Zeit und Vergänglichkeit aus verschiedenen Perspektiven beleuchtet: mal philosophisch („Derrida“ mit dadaistischem Einschlag), mal lyrisch und meditativ („L´ala del tempo“, „Ciatu“), mal ironisierend bis bissig („Monsieur Uno“, „Sendersuchlauf“) oder in Form eines traditionellen Rätselgedichts („`Nnimini“). Entsprechend variieren auch die Arrangements von einerseits melancholisch bis romantisch und andererseits scherzhaft bis ironisch.

### il passo interiore
Drei Jahre nach tempo al tempo veröffentlicht Scollo ein Album, das sich atmosphärisch und inhaltlich deutlich von seinem mitunter spielerisch humorvollen Vorgänger unterscheidet. Zum Großteil eingespielt in ihrer Berliner Wohnung, prägen das Album melancholische Arrangements und ausschließlich Texte anderer Autoren aus den unterschiedlichsten Quellen, die zum Teil auch aktuell politische oder historische Hintergründe haben.
In „Suite per Lampedusa“ verarbeitet sie den offenen Brief der Bürgermeisterin von Lampedusa Giusi Nicolini von 2012, in dem sie sich über die Gleichgültigkeit Europas angesichts der Flüchtlingskrise entrüstet. Scollos Intention ist es dabei, den Text mit der von ihr komponierten Musik „wie eine Geschichtenerzählerin zu singen“.
„I primi tempi“, „Tra la morte e la vita“ und „N´amore bello“ nehmen Bezug auf das Grubenunglück von Bois du Cazier 1956 in Belgien, bei dem auch 156 italienische Bergleute starben. Scollo verwendet Interviews mit Zeitzeugen, die in dem 2011 erschienenen Buch „La catastròfa“ von Paolo Di Stefano gesammelt sind und setzt sie musikalisch so um, dass sie veranschaulichen, wie Schmerz in einem „inneren Schritt“ zu Liebe und Menschlichkeit verwandelt wird. Der Text zu „Shemà Adonay“ entstammt dem Gedichtband Passo dopo passo (2017) von Sebastiano Burgaretta. und thematisiert das Massaker der Waffen-SS an 560 Zivilisten im toskanischen Bergdorf Sant’Anna di Stazzema im August 1944 und dessen unzulängliche juristische Aufarbeitung.
Das Titelstück „il passo interiore“ verwendet ebenfalls einen Gedichttext von Burgaretta und beschwört – leitmotivisch für das ganze Album – in dunklen, fast hermetischen Versen Bilder einer (inneren) Reise, aber auch die Verwandlung von Schmerz in Poesie.
Musikalisch unterstützt wird Etta Scollo im Trio von Susanne Paul (Violoncello) und Cathrin Pfeifer (Akkordeon), dazu u. a. von Hinrich Dageför (Mandoline) und Ferdinand von Seebach (Klavier). Klanglich dominieren dunkle und ruhig fließende, getragene und balladeske Klänge. Einzig „Un cielu cianci“, das zweite Stück des Albums, und – in Teilen – „I primi tempi“ sowie „Suite per Lampedusa“ bringen so etwas wie beschwingte Rhythmen ein, wie sie beispielsweise auf Scollos sizilianischen Alben Canta Ro’ und Les Siciliens zu hören sind.

## Diskografie

### Alben
- Etta Scollo (1989, EMI)
- Io vivro (1991, EMI)
- Blu: (1999, Home Records)
- Il bianco del tempo (2002, Home Records)
- Casa (2003, Mongebel)
- Il fiore splendente (2008, Edel Classic)
- Cuoresenza (2011, Trocadero)
- Lunaria (2014, Jazzhaus Records)
- Scollo con cello: tempo al tempo (2015, Jazzhaus Records) mit Susanne Paul
- Il passo interiore (2018, Jazzhaus Records)
- Nirgendland (2025, Jazzhaus Records)[16]

### Livealben
- In concerto (2002, Home Records)
- Canta Ro’ (2005, Premium Records) CD+DVD
- Canta Ro’ in trio (2006, Premium Records)
- Les siciliens (2007, Premium Records)

### Singles
- Vivi piu forte (1987, Columbia)
- L‘era / Musica (1988, Columbia)
- Oh Darling (1989, Columbia)
- Sole, sun soleil / Vero (1989, EMI Columbia)
- Sulla pelle (1989, EMI Columbia)
- Insieme Fairplay (1990, EMI Columbia) mit José Feliciano; offizielles Fußball-WM-Lied des ÖFB
- Stai / Nessuno, sulla pelle (1990, EMI)
- Io vivro / Nessuna sa, Excess (1991, EMI)
- (Chi Ha Ucciso) Mr. Love / Come non mai (1991, EMI)
- Run / Excess (1992, EMI)
- I tuoi fiori (single remix) / I tuoi tiori, Vivere (1999, Pias Germa, Edel)

### Kompilationen
- The Very Best of Etta Scollo (2004, EMI) 1987–1992

## Auszeichnungen
- 2005: Premio Pino Veneziano
- 2007: RUTH – Der deutsche Weltmusikpreis
- 2008: Premio Rosa Balistreri-Alberto Favara VIII Ed.